# Емантаево
Емантаево — село Абдулинского района Оренбургской области России. Входит в муниципальное образование Абдулинский городской округ.

## География
Село находится в северо-западной части региона, в лесостепной зоне, в пределах южной окраины Бугульминско-Белебеевской возвышенности.
уличная сеть
В селе 4 улицы: Васильевская, Восточная, Центральная и Школьная.
Климат
Климат характеризуется как континентальный с суровой зимой (морозы ниже −30 °C) и жарким летом. Средняя температура воздуха самого тёплого месяца (июля) — 19-22 °C. Среднегодовое количество атмосферных осадков составляет 420 мм. Около 60—70 % годового количества осадков выпадает в течение тёплого периода. Снежный покров держится в среднем около 150 дней в году.

## История
До 1 января 2016 года входило в муниципальное образование Абдулинский район, затем, в соответствии с Законом Оренбургской области от 26 июня 2015 года № 3240/876-V-ОЗ, в образованный путём объединения Абдулинский городской округ.

## Население
| 2010 |
| ---- |
| 221  |

## Инфраструктура
В 2007 году село Емантаево было газифицировано.
В 2008—2010 году закрылась единственная в селе школа.
В селе работает 2 магазина.

## Транспорт
Проходит автодорога Емантаево — Верхний Курмей (идентификационный номер 53 ОП МЗ 53Н-0104000).